# Tzeltalia esenbeckii
Tzeltalia esenbeckii är en potatisväxtart som beskrevs av M.Martínez och O.Vargas. Tzeltalia esenbeckii ingår i släktet Tzeltalia och familjen potatisväxter. Inga underarter finns listade i Catalogue of Life.